# Figlie della Provvidenza
Le Figlie della Provvidenza (in francese Congrégation des Filles de la Providence de Saint-Brieuc) sono un istituto religioso femminile di diritto pontificio: le suore di questa congregazione pospongono al loro nome la sigla F.d.L.P.

## Storia
La congregazione fu fondata da Jean-Marie de La Mennais: allievo di Pierre-Joseph Picot de Clorivière e superiore ecclesiastico della Società delle figlie del Cuore di Maria, mentre era vicario capitolare a Saint-Brieuc organizzò nella cittadina bretone una comunità di suore per l'istruzione della gioventù femminile.
Le prime tre aspiranti (Marie-Anne Cartel, Marie Conan e Fanny Chaplain) fecero la loro consacrazione l'8 dicembre 1818 e il 15 agosto 1819 emisero i voti secondo le costituzioni delle figlie del Cuore di Maria. Alla casa sede della loro prima scuola fu dato il nome di La Providence.
Nel 1821, dopo la partenza di La Mennais da Saint-Brieuc, la comunità si staccò dalla Società delle figlie del Cuore di Maria e divenne una congregazione autonoma; le suore aprirono presto altre scuole attorno a Saint-Brieuc, poi un ospizio a Combourg, e nel 1897 raggiunsero anche il Canada, aprendo scuole nel Saskatchewan e nell'Alberta e lavorando nelle missioni tra i nativi.
L'istituto ricevette il pontificio decreto di lode il 21 dicembre 1949 e l'approvazione definitiva dalla Santa Sede il 21 aprile 1958.

## Attività e diffusione
Le suore si dedicano all'istruzione e all'educazione cristiana della gioventù e alla cura dei malati.
Sono presenti in Francia, Regno Unito, Canada e Uganda; la sede generalizia è a Rennes.
Alla fine del 2008 la congregazione contava 81 religiose in 16 case.